# José Mariano Leyva
José Mariano Leyva (n. Cuernavaca, Morelos, 6 de abril de 1975) es un escritor, académico e investigador mexicano ganador del Premio Nacional de Novela José Rubén Romero en 2009 por su obra  Los imponderables, publicada dos años después con el título de Imbéciles anónimos.

## Biografía
José Mariano Leyva nació en Cuernavaca, Morelos el 6 de abril de 1975. Realizó la licenciatura y la maestría en Historia en la Facultad de Filosofía y Letras de la Universidad Nacional Autónoma de México. Se integró como profesor investigador a la Dirección de Estudios Históricos del Instituto Nacional de Antropología e Historia (INAH) en 1999, donde fue subdirector de Historia Contemporánea, y en julio de 2015 fue nombrado director del Fideicomiso del Centro Histórico, entidad encargada de proteger y conservar el Centro Histórico de la Ciudad de México. Además imparte conferencias y ha colaborado con artículos y textos para diferentes medios nacionales como: DF por travesías, Historias, Letras Libres, Nexos, Replicante y Textos.
Comenzó en la literatura con la edición de las obras Relación de la Nueva España de Alonso de Zorita en 1999 y Correspondencia mexicana (1838-1856) de William Hickling Prescott en 2001. Sus primeras creaciones propias fueron dos estudios historiográficos, El ocaso de los espíritus. El espiritismo en México en el siglo XIX (2005) —que en su momento fue considerado «el mejor libro de ensayo histórico del año» por el periódico Reforma— y El complejo Fitzgerald. La realidad y los jóvenes escritores a finales del siglo XX (2008); seguidos por una novela, Los imponderables, que lo convirtió en ganador del Premio Nacional de Novela José Rubén Romero en 2009, esta obra fue publicada dos años después con el título de Imbéciles anónimos.

## Premios y reconocimientos
José Mariano Leyva recibió el estímulo del programa Jóvenes Creadores del Fondo Nacional para la Cultura y las Artes en 2004 y el Premio Nacional de Novela José Rubén Romero en 2009 por Los imponderables, otorgado por el Gobierno del Estado de Michoacán y el Instituto Nacional de Bellas Artes (INBA).

## Obra
Entre sus obras se encuentran:

### Antología
- ¿En qué cabeza cabe? (2005)
- El hacha puesta en la raíz. Ensayistas mexicanos para el siglo XXI (2006)

### Ensayo
- El ocaso de los espíritus. El espiritismo en México en el siglo XIX (2005)
- El complejo Fitzgerald. La realidad y los jóvenes escritores a finales del siglo XX  (2008)
- Perversos y pesimistas. Los escritores decadentes mexicanos en el nacimiento de la modernidad (2013)

### Investigación histórica
- Del color local al estándar universal: literatura y cultura (2010) —coautor—

### Novela
- Imbéciles anónimos (2011)
- Flores en el interfón (2012)
- La casa inundada (2016)